# Byron W. Bender
Byron W. Bender (ur. 14 sierpnia 1929 w Roaring Spring, zm. 4 stycznia 2020) – amerykański językoznawca, profesor emerytowany Uniwersytetu Hawajskiego. Specjalizował się w językach mikronezyjskich, zwłaszcza w języku marszalskim.
W 1949 roku uzyskał bakalaureat z anglistyki na Goshen College. Magisterium z językoznawstwa otrzymał w 1950 r. na Uniwersytecie Indiany. W latach 1953–1959 nauczał na Wyspach Marshalla, będących wówczas pod administracją amerykańską. W latach 1960–1962 wykładał na Goshen College. Doktoryzował się w 1963 r. na Uniwersytecie Indiany.
Zmarł 4 stycznia 2020 r.